# Leaving
Leaving je šesté EP amerického producenta elektronické hudby Skrillexe. Bylo vydáno 2. ledna 2013 exkluzivně členům The Nest (předplatitelská služba vydavatelství OWSLA). Bylo také uploadováno na Skrillexův oficiální YouTube kanál.

## Seznam skladeb
| Pořadí | Název           | Délka |
| ------ | --------------- | ----- |
| 1.     | The Reason      | 4:17  |
| 2.     | Scary Bolly Dub | 3:39  |
| 3.     | Leaving         | 4:46  |